# Cocora (gmina)
Cocora – gmina w Rumunii, w okręgu Jałomica. Obejmuje tylko jedną miejscowość Cocora. W 2011 roku liczyła 2058 mieszkańców. 